# Jakabal, Parasgad
Jakabal là một làng thuộc tehsil Parasgad, huyện Belgaum, bang Karnataka, Ấn Độ.